# Dziura (film 1960)
Dziura (fr. Le trou) – francusko-włoski film kryminalny z 1960 roku w reżyserii Jacquesa Beckera. Adaptacja powieści José Giovanniego z 1957 roku pod tym samym tytułem.

## Fabuła
Młody więzień Claude zostaje przeniesiony do nowej celi gdzie długoletnie wyroki odsiaduje czterech innych więźniów. Wtajemniczają go oni w plan ucieczki za pomocą podkopu do podziemnych kanałów. Po tygodniach żmudnej pracy, gdy droga na wolność jest już prawie gotowa, Claude zostaje nieoczekiwanie wezwany do naczelnika wiezienia, gdzie dowiaduje się, że zarzuty przeciwko niemu zostały wycofane i wkrótce wyjdzie na wolność. Cloude ma dylemat – doskonale zdaje sobie sprawę, że bez względu na to czy ucieczka powiedzie się czy nie, nawet jeśli nie weźmie w niej udziału grozi mu dodatkowy wyrok. Postanawia pójść na układ z naczelnikiem. Jego koledzy coś podejrzewają, ale zwycięża zaufanie. W momencie gdy praca jest już skończona, a wszyscy są już gotowi aby wejść do podkopu i uciec, do celi wpada chmara strażników.

## Obsada
- Michel Constantin – Geo Cassine
- Marc Michel – Claude Gaspard
- Jean Keraudy – Roland Darbant
- Philippe Leroy – Manu Borelli
- Raymond Meunier – prałat Vossellin
- Jean-Paul Coquelin – por. Grinval
- André Bervil – dyrektor
- Eddy Rasimi – Bouboule
- Gérard Hernandez – więzień
- Dominique Zardi – więzień
- Paul Préboist – strażnik
- Catherine Spaak – Nicole

i inni.

## Produkcja
Fabuła filmu oparta jest na autentycznych wydarzeniach jakie miały miejsce w więzieniu La Santé w Paryżu. W nim też kręcono większość scen filmu. Zdjęcia trwały po między lipcem a październikiem 1959 roku. Jeden z odtwórców głównych ról – Jean Keraudy – był uczestnikiem wspomnianej ucieczki (wygłasza krótkie wprowadzenie na początku filmu). Film nie posiada oprawy muzycznej ani napisów początkowych, co według jego twórcy, obok zaangażowania kilku aktorów niezawodowych w głównych rolach, miało mu nadać realizmu filmu dokumentalnego.
Film został wydany na nośnikach VHS i DVD jednak w pełni odrestaurowana i pełna edycja ukazała się dopiero w 2017 roku.

## Odbiór
Dziura, ostatni film Jacquesa Beckera (jego premiera miała miejsce w blisko miesiąc po śmierci reżysera) obok Złotego kasku z 1952 roku, uznawany jest za jeden z jego najlepszych filmów, arcydzieło. Film bardzo spodobał się krytykom. Chwalono aktorstwo i zdjęcia. Jean-Pierre Melville, jeden z czołowych przedstawicieli francuskiej nowej fali, tuż po premierze uznał go najpiękniejszy film w historii kina francuskiego. Dziura była francuskim  kandydatem do Złotej Palmy na MFF w Cannes w 1960 roku. W cztery lata po premierze europejskiej film trafił na rynek amerykański (gdzie film był rozpowszechniany pod tytułem The Night Watch). Okrzyknięto go tam arcydziełem i ostatnim przejawem francuskiego klasycyzmu. Bosley Crowther z The New York Times chwalił błyskotliwe zdjęcia i szczegółową scenografię, które wciągają widza i sprawiają, że staje się on uczestnikiem wydarzeń. Chwalił prostotę i naturalność aktorstwa, a w efekcie wynikającą z niej autentyczność postaci. Uważał, że nawet epizody odrywane są przekonywujaco. Po blisko 60-ciu latach od premiery Kenneth Turan z Los Angeles Times w bardzo pozytywnej recenzji o filmie pisze o nim jako o autentycznym i wciągającym. W kilkadziesiąt lat po premierze, w rankingu popularnego, filmowego serwisu internetowego Rotten Tomatoes, obraz posiada wysoką, 95-procentową, pozytywną ocenę „czerwonych pomidorów”. Film nie okazał się być jednak sukcesem komercyjnym. W roku premiery, we Francji obejrzało go ponad 1 100 tys. widzów plasując go na odległym, 50-tym miejscu najchętniej oglądanych filmów krajowych i zagranicznych, pozostawiając daleko w tyle za amerykańskimi i europejskimi megaprodukcjami.

## Nagrody
- 1962 BAFTA
  - najlepszy film (nominacja)
  - najlepszy aktor zagraniczny –  Philippe Leroy (nominacja)
- 1960 MFF w Cannes
  - Złota Palma (nominacja)
- 1962 Jussi 
  - nagroda dla najlepszego reżysera zagranicznego – Jacques Becker[12]